# Walter Müller (Betriebswirt)
Walter Heinrich Müller (* 30. Juni 1918 in Winterthur; † 29. August 2010 in Bern, heimatberechtigt in Winterthur) war ein Schweizer Betriebswirt.

## Leben
Walter Müller, Sohn des Heinrich Müller und der Bertha geborene Schlumpf, widmete sich nach der Matura einem Studium der Wirtschaftswissenschaften an der Handelshochschule St. Gallen, das er 1943 mit der Promotion zum Dr. rer. pol. an der Universität Bern abschloss.
Seine berufliche Laufbahn begann Walter Müller als wissenschaftlicher Mitarbeiter der von Professor Fritz Marbach präsidierten Preisbildungskommission, der Vorgängerin der Kartellkommission. In der Folge habilitierte er sich an der Universität Bern, wo ihm 1954 die außerordentliche Professur für Finanzwissenschaft übertragen wurde. Zwei Jahre später wurde Müller dort zum ordentlichen Professor sowie Leiter des neuen Instituts für Betriebswirtschaftslehre (BWL) ernannt. Er hatte diese Positionen bis zu seiner Emeritierung 1986 inne. Zusätzlich amtierte Müller in den Studienjahren 1958/59 als Dekan der Rechts- und Wirtschaftswissenschaftlichen Fakultät sowie 1969/70 als Rektor.
Zudem war Müller von 1958 bis 1983 Herausgeber der Schriftenreihe des Betriebswirtschaftlichen Instituts der Universität Bern Prüfen und Entscheiden sowie Mitglied der Studienkommission für Preis-, Kosten- und Strukturfragen des Eidgenössischen Volkswirtschaftsdepartements. Walter Müller war massgeblich am Ausbau der Betriebswirtschaftslehre an der Universität Bern sowie an der Neuausrichtung der Schweizer Konjunkturpolitik beteiligt.
Walter Müller – er heiratete 1944 Nelly, Tochter des Alfred Müller – verstarb am 29. August 2010 92-jährig in Bern.

## Werke (Auswahl)
- Die Funktion und die rechtlichen Stellung des Syndikates im Kartell. Stämpfli & Cie., Bern 1944.
- Gutachten über die Auswirkungen der Preispolitik der Brüsseler Exportpreiskonvention auf die schweizerische kaltverfeinernde Industrie. An die Vereinigung der Walzdrahtverbraucher Bern. Betriebswirtschaftliches Institut der Universität, Bern 1958.
- Mit Richard Fritz Behrendt: Strukturwandlungen der schweizerischen Wirtschaft und Gesellschaft. Festschrift für Fritz Marbach zum 70. Geburtstag. Stämpfli & Cie., Bern 1962.
- Mit Fritz Marbach: Umsatzsteuerreform. Zur Problematik der Umwandlung der deutschen Bruttoumsatzsteuer in eine Nettosteuer und deren Auswirkung auf die Preise. Gabler, 1963.